# Международное бюро революционного социалистического единства
Международное бюро революционного социалистического единства (известен также как Международный революционный марксистский центр, Лондонское бюро революционных социалистических партий, Лондонское бюро, 3½ интернационал) — международная ассоциация левосоциалистических партий, действовавшая в 1932—1940 годах. Представленные в этом объединении партии отвергали путь как социал-демократического Социалистического рабочего интернационала, так и сталинистского Третьего интернационала.

## Создание и деятельность
Бюро было создано на конференции Рабочего социалистического интернационала в Вене в июле 1931 года. Официально создание провозглашено в 1932 году. До 1939 года находилось в Лондоне, затем — в Париже. Начиная с 1935 года в Лондоне издавался «Revolutionary Socialist Bulletin» (Революционный социалистический бюллетень).
В 1936 году в Брюсселе проходило международное совещание Бюро, посвященное гражданской войне в Испании. На совещании было утверждено, что гражданская война в Испании является полем битвы международного рабочего класса, а испанская революция представляет важный этап мировой социалистической революции. Победа фашизма в Испании должна была стать прологом мировой войны. Брюссельское совещание решительно осудило политику, сглаживающую классовый характер испанской революции и ограничивающуюся защитой буржуазной демократии. Оно выступило в поддержку испанских рабочих, осуществлявших социалистические меры в освобожденных от фашизма районах и овладевших основами управления экономикой. На совещании было принято решение провести в Барселоне международный конгресс с целью выработки общей программы рабочих партий, независимых от Второго и Третьего интернационалов, и создания нового, подлинно революционного и дееспособного Интернационала.
С Лондонским бюро поддерживали связь представители Международной Левой оппозиции. Некоторые партии, входившие в Бюро, поддержали призыв к созданию Четвёртого интернационала, подписав т. н. «Декларацию четырёх» 1933 года. Этими партиями являлись: Социалистическая рабочая партия Германии (СРПГ), голландские Независимая социалистическая партия (НСП) и Революционная социалистическая партия (РСП). Две из них, СРПГ и НСП, в дальнейшем дистанцировались от этого документа.
В 1938 году Лондонское бюро инициирует создание Международного фронта трудящихся. В конце существования Лондонского бюро к нему присоединились греческие археомарксисты (с 1939 года).

## Руководство Лондонского бюро
- 1932—1939 председатель Феннер Броквэй, НЛП (Fenner Brockway)
- 1939—1940 секретарь Хулиан Горкин, ПОУМ (Julian Gorkin)

## Организации, входившие в Лондонское бюро
- Австрия — Красный фронт внутри Революционной социалистической партии Австрии
- Великобритания — Независимая лейбористская партия (НЛП), состояла в Бюро в 1932—1940 годах
- Германия — Социалистическая рабочая партия Германии (СРПГ), в 1932—1938 годах
- Германия — Коммунистическая партия Германии (Оппозиция), наблюдатель при Бюро
- Германия — «Новый путь» (оппозиционная фракция внутри СРПГ), состояла в Бюро в 1937—1940 годах
- Испания — Рабочая партия марксистского единства (ПОУМ), в 1935—1940 годах
- Нидерланды — Независимая социалистическая партия (НСП), в 1932—1935 годах
- Нидерланды — Революционная социалистическая партия (РСП), в 1935—1940 годах
- Норвегия — Норвежская рабочая партия (НРП), в 1932—1933 годах
- Палестина — Мапай
- Палестина — Хашомер-Хацаир
- Польша — Всеобщий еврейский рабочий союз («Бунд»)
- Польша — Независимая партия труда (НПТ)
- Румыния — Независимая социалистическая партия (НЛП)
- США — Лига за революционную партию рабочих (ЛРПР)
- США — Независимая трудовая лига Америки (НТЛА), в 1939—1940 годах
- Франция — Партия пролетарского единства (ППЕ), в 1930—1937 годах
- Франция — Рабоче-крестьянская социалистическая партия (РКСП), в 1938—1940 годах
- Швеция — Социалистическая партия (СП), в 1933—1940 годах

## Международное бюро революционных молодёжных организаций
МБМРО было создано в 1934 году в качестве международного молодёжного объединения при Лондонском бюро. В его состав входили молодёжные организации шведской Социалистической партии (СП), Социалистической рабочей партии Германии (СРПГ), голландской Независимой социалистической партии (НСП), испанской ПОУМ, а также до 1935 года небольшая американская организация под названием Коммунистическая лига борьбы. В работе МБРМО участвовали представители Международной левой оппозиции. Также входили представители других организаций. В 1935 году троцкисты были исключены из МБРМО.
Учредительный конгресс МБРМО проходил в Нидерландах, и был сорван голландской полицией. Иностранные делегаты конгресса были депортированы, включая немецких делегатов, депортированных в Германию. Повторно конгресс проводился в Лилле (Франция). На конгрессе были избраны Бюро и Секретариат. В состав Секретариата были избраны Вилли Брандт от СРПГ, Хайнц Эпе от Международной левой оппозиции и представитель шведской Социалистической партии. В состав Бюро входили по одному представителю от каждой представленной организации. Руководство МБРМО находилось в Скандинавии. Встречи Секретариата проходили в Мальмё и Стокгольме. Штаб-квартира Хайнца Эпе находилась в Осло (Норвегия).
МБРМО выпускал «Internationales Jugend-Bulletin» (Международный молодёжный бюллетень).